# Michel Houellebecq
Michel Houellebecq ([miʃɛl wɛlˈbɛk]), pseudoniem van Michel Thomas (Saint-Denis, Réunion, 26 februari 1956 of 1958), is een Frans romancier, essayist, dichter, toneelschrijver en filmregisseur.

## Biografie
Michel Houellebecq werd geboren als Michel Thomas in het Franse overzeese departement Réunion, een eiland in de Indische Oceaan. Zijn vader René Thomas, een berggids, en zijn moeder Lucie (Janine) Ceccaldi, arts en anesthesist, interesseerden zich weinig voor de kleine Michel. Slechts enkele maanden oud, werd hij bij zijn grootmoeder van vaders kant ondergebracht, terwijl zijn ouders door Afrika reisden. Enkele maanden later gingen ze uit elkaar, hoewel ze pas in 1960 officieel scheidden. Michels moeder liet haar zoon daarop overbrengen van grootmoeder van vaders kant naar haar eigen ouders in Algiers. Bij de scheiding van zijn ouders in oktober 1960 deed zijn moeder afstand van haar rechten, waarop Michel terug verhuisde naar zijn grootmoeder van vaders kant, Henriette Stéphanie Houellebecq, eerst in Dicy (Auxerre), daarna in Villiers-sur-Morin, vlak bij Parijs. Met zijn grootmoeder, die in 1978 overleed, had Michel een sterke band. Als eerbetoon nam hij later haar achternaam als pseudoniem aan. Zijn ouders zag hij alleen tijdens vakanties.
Op twaalfjarige leeftijd ging hij naar het Lycée Henri-Moissan in Meaux, waar hij tevens in het internaat verbleef. In 1974 wordt hij toegelaten tot het Lycée Chaptal in Parijs, waar hij wordt voorbereid op een studie aan een grande école, een van de prestigieuze Franse hogescholen. Een jaar later begint hij zijn studie aan het Institut national agronomique (INA) in Parijs-Grignon. In 1980 behaalde hij het diploma van landbouwingenieur en ook trouwde hij in dat jaar. Zijn zoon Étienne werd in 1981 geboren. Er volgde echter een echtscheiding, waarna hij vanwege een depressie meermaals behandeld moest worden in psychiatrische instellingen.
Op twintigjarige leeftijd ontlook zijn literaire interesse en in 1985 volgde een ontmoeting met Michel Bulteau, die hem de mogelijkheid gaf zijn eerste boek te publiceren: een essay over de Amerikaanse horrorschrijver Lovecraft, H.P. Lovecraft – Contre le monde, contre la vie (Nederlands: H.P. Lovecraft – Tegen de wereld, tegen het leven). Zijn eerste grotere literaire werk, de roman Extension du domaine de la lutte, verscheen in 1994.
Na het verschijnen van zijn roman Plateforme (2001) en de publicatie van een interview in het tijdschrift Lire werden Houellebecq en de uitgever van het blad voor het gerecht gedaagd door verschillende moslimorganisaties in Frankrijk, die vergeefs een schadevergoeding eisten. Omdat zijn werk met anti-islamitische elementen net voor de aanslagen op de Twin Towers verscheen, beschouwen sommigen hem als een visionair.
In 1998 hertrouwde hij met Marie-Pierre Gauthier. Vanaf 1998 leefde Houellebecq met zijn vrouw in vrijwillige ballingschap, eerst in Ierland en vanaf 2003 (deels) in Zuid-Spanje, in de buurt van Almeria. In 2010 scheidde het echtpaar. In 2015 woonde hij weer in Parijs, namelijk in Chinatown.
In september 2011 kwam het bericht dat Houellebecq vermist zou zijn, nadat hij afspraken in Nederland en België niet was nagekomen. Sinds eind juni 2011 reageerde hij niet meer op e-mails en telefoontjes van zijn uitgever. Diezelfde week dook hij echter alweer op. Als verklaring voor zijn mysterieuze verdwijning zei hij de afspraken te zijn vergeten. De film L'enlèvement de Michel Houellebecq uit 2014 is een mockumentary, een komisch drama met een knipoog naar de geruchtenmolen die op gang kwam tijdens de dagen dat hij vermist was.
In 2018 trouwde hij voor de derde keer, ditmaal met Qianyun Lysis Li, een 34 jaar jongere Chinese studente.

## Oeuvre

### Overzicht

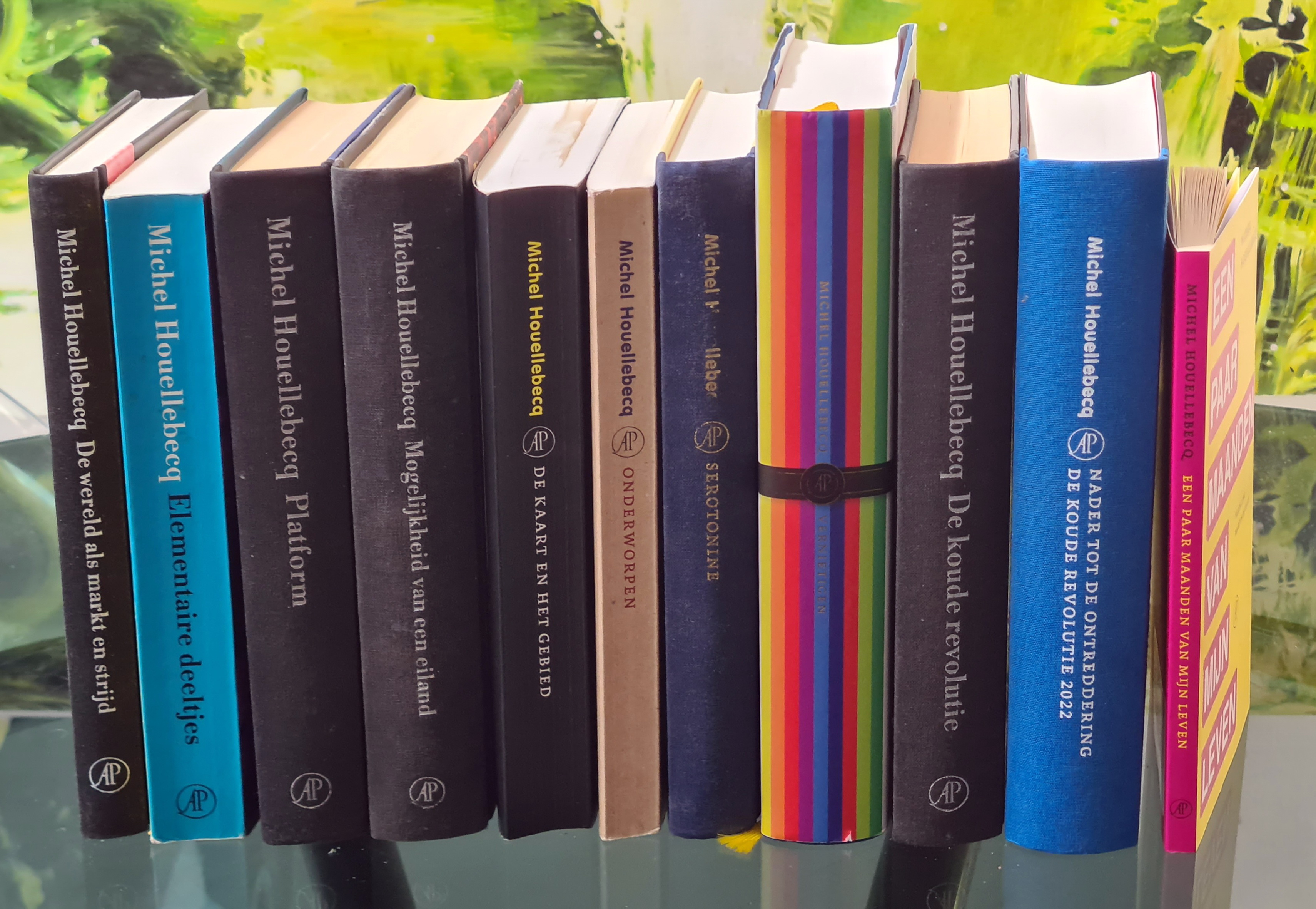
In het Nederlands verschenen werken van Houellebecq. De novelle Lanzarote en enkele los verschenen essays ontbreken

Volgens Houellebecq zou de hedendaagse roman uiteenlopende aspecten van de menselijke ervaring moeten bevatten, van zuivere emoties tot filosofische reflecties en theoretische uiteenzettingen. In zijn oeuvre beschrijft hij het bankroet van de libertijnse en neoliberale westerse maatschappij die de individuele vrijheid als ultieme maatstaf aanneemt en ontspoort in een koude, egoïstische samenleving waarin onder andere new age, vrije liefde, abortus, euthanasie en zelfmoord, maar ook een tot het uiterste doorgedreven commercialisering en ontspoord marktdenken alomtegenwoordige en gebanaliseerde verschijnselen worden.
In zijn eerste boek, Extension du domaine de la lutte (vertaald als De wereld als markt en strijd, 1994/2000), neemt Houellebecq de consumptiemaatschappij op de korrel. Seksuele begeerte en frustratie zaaien haat en verdriet onder geatomiseerde individuen. Dat het hier deels om een reactie op het existentialistische vrijheidsdenken gaat, blijkt uit een dubbele verwijzing naar Camus: een poging tot moord op een strand (vgl. Camus, L'Étranger) mislukt jammerlijk en een van de hoofdpersonen komt om bij een auto-ongeluk. (Dit is hoe Camus is omgekomen.)
In Les Particules élémentaires (Elementaire deeltjes, 1998/'99) noemt hij man en paard: de hippies en de activisten van mei 1968 hebben de oude waardenstelsels opgeblazen zonder er iets voor in de plaats te stellen; integendeel, ze zijn opgegaan in de kapitalistische consumptiemaatschappij die ze grotendeels zelf vormgegeven hebben, zich troostend met de zweverij van de new age. De levenswegen beschreven in deze roman zijn exemplarisch voor het bankroet van de westerse samenleving. Deze roman, vooral gestoeld op de stijl van Aldous Huxley, veroorzaakte daarom vooral in kringen van klassiek links verwarring en woede.
Een cynisch antwoord op de liefdeloosheid geeft Plateforme (Platform, 2001/'02), waarin de hoofdpersoon eindelijk liefde vindt in een seksueel bevredigende relatie, en een reisbureau opzet voor sekstoerisme. Zijn droom spat uiteen in een wrede aanslag door moslimterroristen, die overigens sterk lijkt op de aanslag in een nachtclub op Bali in oktober 2002, die ná het verschijnen van de roman plaatsvond. Ook in dit werk verwijst Houellebecq met een knipoog naar Camus wanneer hij het werk begint met de zin: "Mijn vader is een jaar geleden gestorven." De vreemdeling van Camus begint met: "Vandaag is moeder gestorven."
In La Possibilité d'une île (Mogelijkheid van een eiland, 2005) toont Houellebecq een dystopie waarin geen ruimte meer is voor gevoel of individualiteit. Klonen van hedendaagse mensen bevolken een vrijwel vernietigde aarde. De weinige overgebleven 'echte' mensen leven als primitieve en gewelddadige kannibalen tussen de ruïnes van de 21e-eeuwse beschaving. Met deze roman won Houellebecq de Prix Interallié.

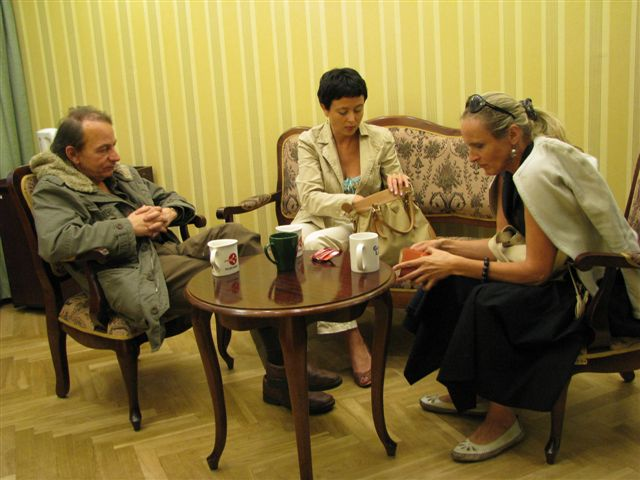
Houellebecq met zijn Poolse vertaalster en uitgever (Warschau, juni 2008)

In september 2010 werd Houellebecq van plagiaat beschuldigd vanwege het gebruik van stukken uit onder andere Wikipedia in zijn nieuwe roman La carte et le territoire (De kaart en het gebied). Dit wierp de auteursrechtelijke vraag op hoe ver een roman mag gaan in het gebruiken en pasticheren van bestaande teksten zonder bronvermelding (een door Houellebecq - en vele anderen - regelmatig toegepast procedé). In de roman schetst de schrijver een beeld van de moderne kunstwereld, waarin de marktwaarde van een kunstwerk allesbepalend is. Het boek kreeg de Prix Goncourt.
Zijn controversiële toekomstroman Soumission (Onderworpen -  wat 'islam' ook betekent) verscheen op 7 januari 2015, toevalligerwijs ook de dag van de aanslag op Charlie Hebdo. In het boek wordt de leider van de partij Fraternité musulmane (Moslimbroederschap), de ambitieuze en charismatische Mohammed Ben Abbes, in de tweede ronde van de Franse presidentsverkiezingen van 2022 verkozen, nadat de drie grootste gevestigde partijen uit afkeer van het Front National ervoor kiezen zijn kandidatuur te ondersteunen. Frankrijk wordt een islamitische staat en voert een milde vorm van de sharia in. De ik-figuur in de roman is de misantroop François (personage enigszins geënt op Houellebecq; de naam verwijst eerder naar de 'doorsnee Fransman'), docent Franse letteren aan de Sorbonne, een specialist en bewonderaar van het werk van Joris-Karl Huysmans (die zich bekeerde tot het katholicisme). Door zijn pragmatische bekering tot de islam zal François opnieuw geborgenheid en geluk vinden. Houellebecq haalt scherp uit naar politici als François Hollande, die in het boek aan zijn tweede ambtstermijn als president bezig is, en François Bayrou, die de eerste islamitische premier wordt. De Nederlandse vertaling heeft als titel Onderworpen en verscheen op 12 mei 2015.
In januari 2019 verscheen in Frankrijk Sérotonine; in maart 2019 de Nederlandse vertaling Serotonine. De titel verwijst naar de neurotransmitter die in verband wordt gebracht met geluksgevoel en depressie en waarvan in deze roman de aanmaak zou worden gestimuleerd door het fictieve antidepressivum Captorix. Theodore Dalrymple merkte in zijn recensie van deze ook weer misantropische roman op dat er op elke pagina galgenhumor te vinden is, en dat de gehangene de westerse beschaving betreft. Kort voor het verschijnen van Serotonine schreef Houellebecq een artikel in het Amerikaanse Harper's Magazine waarin hij zich vierkant schaarde achter de America First politiek van Donald Trump (die hij tegelijkertijd een "navrante pias" noemde en op het persoonlijke vlak "natuurlijk vrij walgelijk"). Het artikel is opgenomen in Nader tot de ontreddering. De koude revolutie 2022.
In Anéantir uit 2022, in het Nederlands verschenen als Vernietigen, neemt hij opnieuw een controversieel standpunt in als tegenstander van euthanasie. De bijna 600 pagina's tellende roman bevat, naast meerdere plots, een voor Houellebecq ongebruikelijk liefdevolle beschrijving van het naderende levenseinde van enkele personages. Een jaar later verscheen opnieuw een artikel van hem in Harper's Magazine, waarin hij zijn euthanasiestandpunt toelichtte.

### Ontvangst en kritiek
Houellebecq wordt gezien als een van de meest invloedrijke Franse auteurs van de 21e eeuw, hoewel ook een van de meest controversiële. Niet alleen diverse linkse groeperingen en feministen hebben zijn werk dan ook met verontwaardiging ontvangen, maar ook vanuit het bedrijfsleven, zoals bijvoorbeeld uit de reisbranche, is aan zijn werk aanstoot genomen. Ondanks de soms felle kritiek van een deel van de gevestigde media, blijkt zijn werk echter uitermate populair in Frankrijk en daarbuiten. Zo werd zijn roman Les Particules élémentaires (Elementaire deeltjes) uit 1998 reeds in ongeveer 25 talen vertaald. Het werk van Houellebecq wordt in het Nederlands vertaald door Martin de Haan en verschijnt bij De Arbeiderspers.

## Onderscheidingen
- 1992 Prix Tristan Tzara voor La Poursuite du bonheur
- 1996 Prix de Flore voor Le Sens du combat
- 1998 Prix Novembre voor Les Particules élémentaires[30]
- 1998 International Dublin Literary Award (IMPAC Award) voor de Engelse vertaling van Les Particules élémentaires
- 2005 Prix Interallié voor La Possibilité d'une île
- 2010 Prix Goncourt voor La Carte et le territoire
- 2016 Frank Schirrmacher-Preis
- 2018 Oswald Spengler Prize[31]
- 2019 Oostenrijkse Staatsprijs voor Europese Literatuur[32]
- 2019 ridder van het Legioen van Eer[18]

## Bibliografie

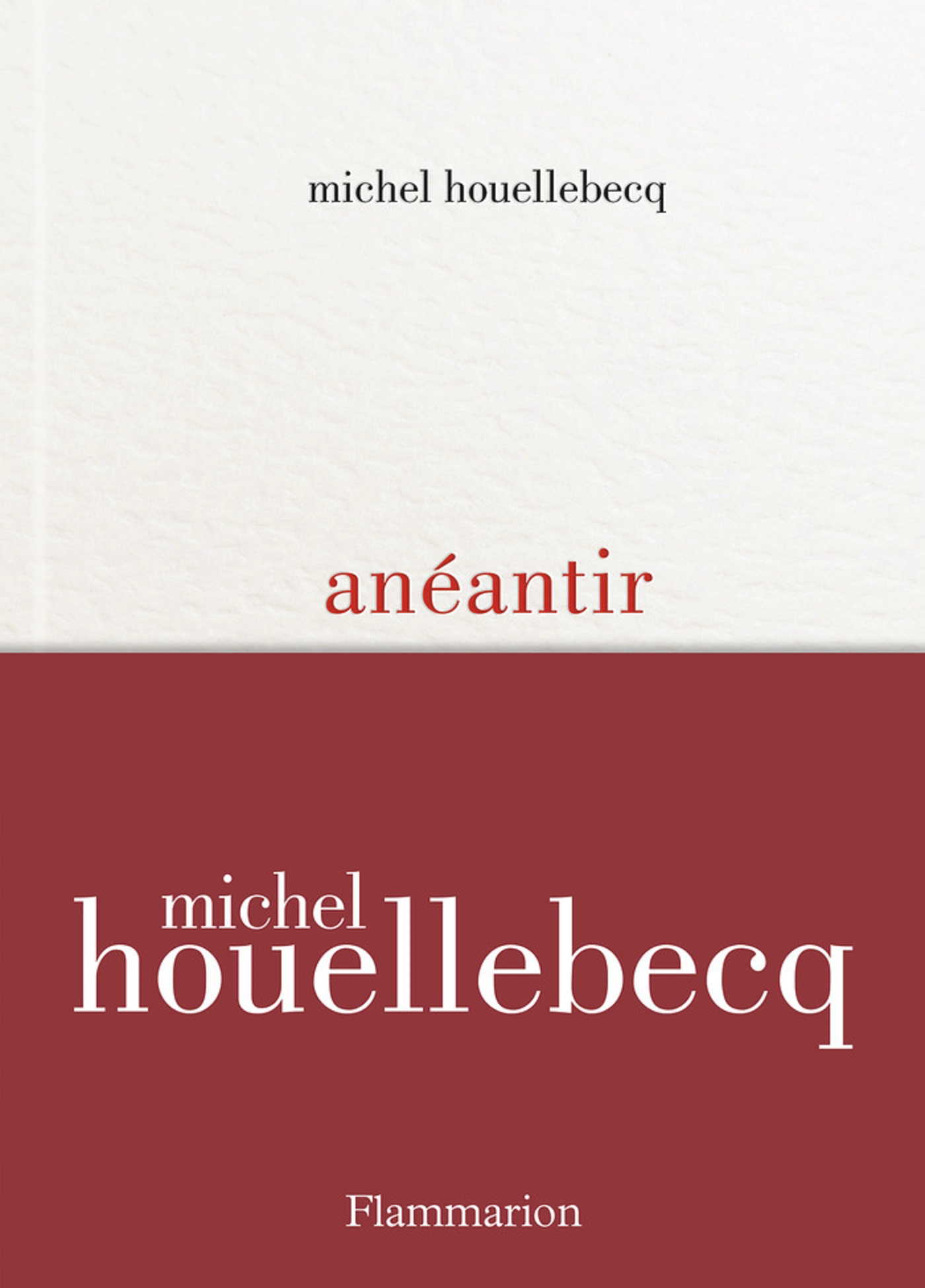
Anéantir (originele Franse versie, januari 2022)

## Bestseller 60
| Boeken met noteringen in de Nederlandse Bestseller 60 | Jaar van verschijnen | Datum van binnenkomst | Hoogste positie | Aantal weken | Opmerkingen |
| ----------------------------------------------------- | -------------------- | --------------------- | --------------- | ------------ | ----------- |
| Platform                                              | 2002                 | 03-03-2004            | 29              | 4            |             |
| De koude revolutie                                    | 2004                 | 10-03-2004            | 41              | 2            |             |
| Elementaire deeltjes                                  | 1999                 | 22-09-2004            | 28              | 5            |             |
| Mogelijkheid van een eiland                           | 2005                 | 30-11-2005            | 15              | 7            |             |
| De kaart en het gebied                                | 2011                 | 01-06-2011            | 17              | 4            |             |
| Onderworpen                                           | 2015                 | 20-05-2015            | 16              | 9            |             |
| Onderworpen (harde kaft)                              | 2015                 | 20-05-2015            | 30              | 1            |             |
| Serotonine                                            | 2019                 | 27-03-2019            | 5               | 10           |             |
| Vernietigen                                           | 2023                 | 15-03-2023            | 4               | 6            |             |

NB: De lijst geeft voor Elementaire deeltjes (1999) en Platform (2002) een onvolledig beeld, omdat verkoopcijfers pas vanaf 2003 worden bijgehouden. Beide romans kwamen in 2004-2005 enkele weken in de Bestseller 60 terecht na het verschijnen van nieuwe edities; mogelijk ook als gevolg van de publiciteit rondom de verschijning van de essaybundel De koude revolutie. Om diezelfde reden ontbreken De wereld als markt en strijd (2000) en Lanzarote (2001).

## Films en toneelstukken

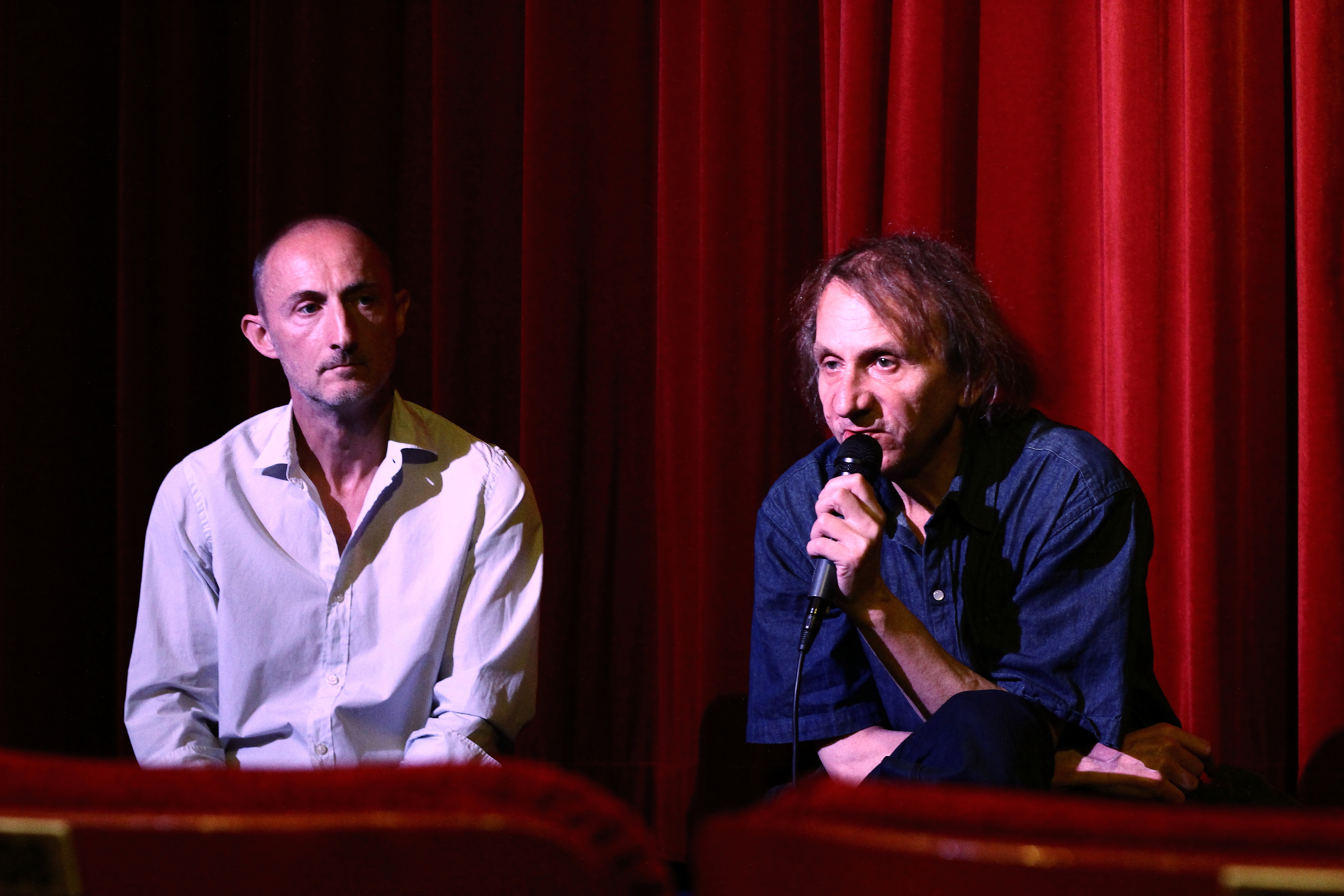
Guillaume Nicloux en Michel Houellebecq (rechts) lichten de film L'enlèvement de Michel Houellebecq toe (juli 2014)

In 2006 werd zijn roman Elementaire deeltjes verfilmd in het Duits. Eerder verscheen er al een verfilming van zijn debuutroman, De wereld als markt en strijd. Van Platform is in 2004 tevens een toneelstuk gemaakt door Johan Simons.
In 2008 ging de door Houellebecq zelf geregisseerde film La Possibilité d'une île in première. Houellebecqs maakproces werd gefilmd door Erik Lieshout, wat resulteerde in de documentaire Derniers Mots / Last Words, waarvoor Iggy Pop de muziek maakte.
In de film uit 2014 The Kidnapping of Michel Houellebecq (Frans: L'enlèvement de Michel Houellebecq) geregisseerd door Guillaume Nicloux speelt Houellebecq zichzelf. Met de film wil Houellebecq met een vette knipoog een verklaring bieden voor een periode in 2011, toen hij enkele dagen vermist was. In de film wordt hij ontvoerd door 3 amateurkidnappers.
In 2014 verscheen ook de film Near Death Experience, geproduceerd door Benoît Delépine en Gustave Kervern. De film handelt over een werknemer bij een callcenter met een burn-out, gespeeld door Houellebecq. Hij vlucht naar de bergen waar hij een unieke ervaring beleeft.
In 2016 verscheen een film in een nieuwe samenwerking met Erik Lieshout en Iggy Pop, een verfilming van Houllebecqs manifest en oproep tot het maken van kunst, Rester vivant : méthode. In de filmdocumentaire To Stay Alive: A Method speelt Houllebecq de mislukte kunstenaar Vincent uit Mogelijkheid van een eiland, die bezoek krijgt van Iggy Pop, overigens een groot bewonderaar van de schrijver – en vice versa. Eveneens in 2016 speelde hij een kleine rol in de Frans-Belgische film Saint Amour.
In 2019 speelde hij zichzelf in de film Thalasso van Guillaume Nicloux (met Gérard Depardieu); en in 2022 de rol van de arts Mory in Rumba la vie van Franck Dubosc.

## Over Houellebecq
- Dominique Noguez, Houellebecq, en fait. Parijs, 2003
- Fernando Arrabal, Houellebecq. Parijs, 2005
- Denis Demonpion, Houellebecq non autorisé. Enquête sur un phénomène. Parijs, 2005 (vertaald door Kiki Coumans: Houellebecq. De ongeautoriseerde biografie. Amsterdam, 2006)
- Aurélien Bellanger, Houellebecq, écrivain romantique. Parijs, 2010
- L'unité de l'oeuvre de Michel Houellebecq. Parijs, 2013
- Martin de Haan, Aan de rand van de wereld. Michel Houellebecq. Portret in dertig korte stukken. Amsterdam, 2015